# Lage Knarsluis

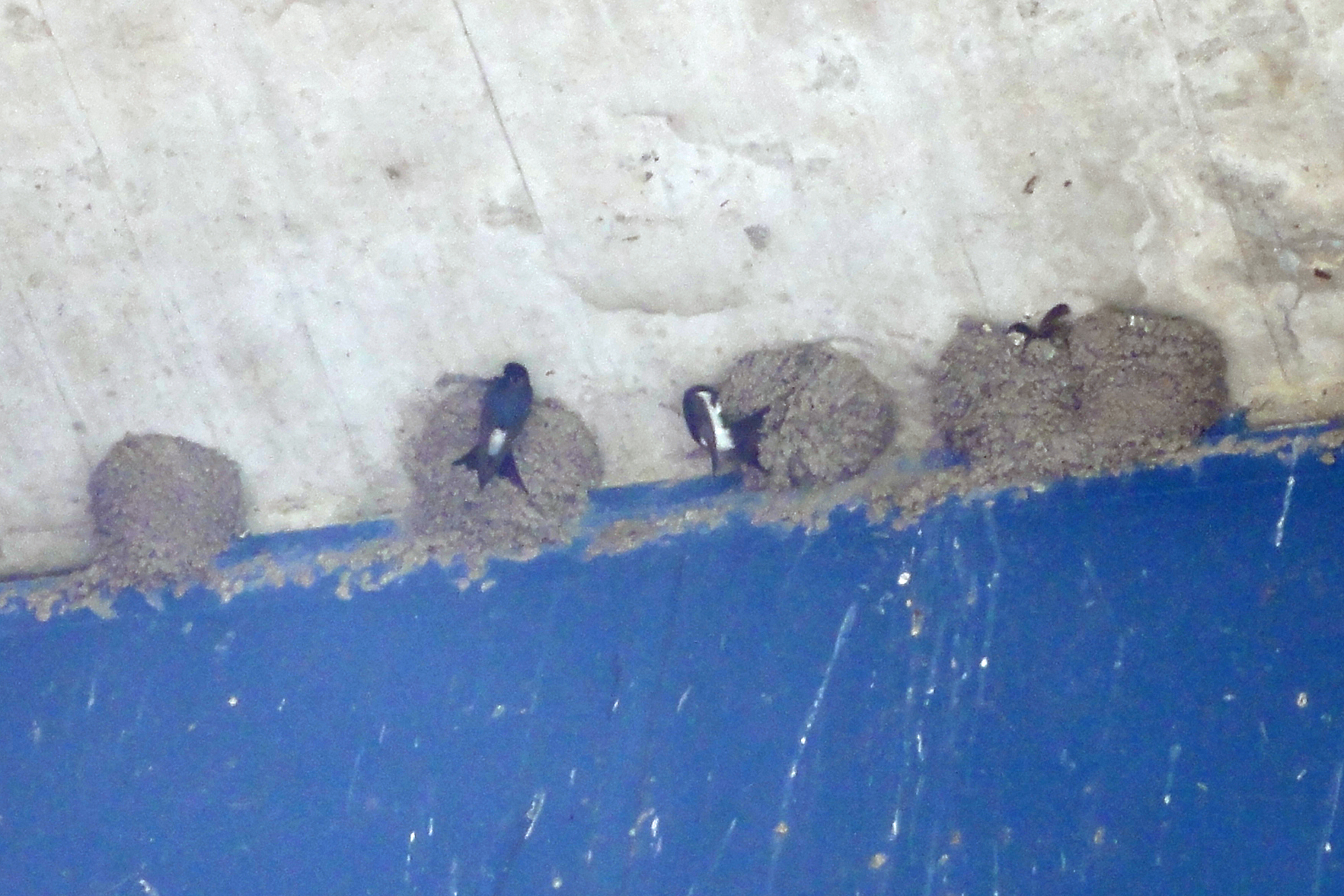
Zwaluwnesten in de Lage Knarsluis (zomer 2011)

De Lage Knarsluis is een sluis bij de Knardijk in de Lage Vaart in de Flevopolder.
De sluis is opgebouwd uit twee schuiven die voorzien zijn van grote contragewichten. Samen met de identieke Hoge Knarsluis in de Hoge Vaart voorkomt de Lage Knarsluis in combinatie met de Knardijk dat bij een dijkdoorbraak de hele Flevopolder onder water loopt. Door het sluiten van de beide sluizen wordt de inundatie tot de helft van de Flevopolder beperkt.

## Zwaluwen
De Lage Knarsluis biedt onderdak aan ruim zestig nesten van een broedkolonie van huiszwaluwen (Delichon urbicum).
Friese sluis · 
Hoge Knarsluis · 
Houtribsluizen · 
Ketelsluis · 
Lage Knarsluis · 
Naviduct Krabbersgat · 
Noordersluis · 
Reevesluis · 
Roggebotsluis · 
Vaartsluis · 
Voorstersluis · 
Urkersluis · 
Zuidersluis